# Oskar Garstein
Oskar Garstein, född 1924 i Peking i Kina, död i april 1996 i Oslo, var en norsk historiker som specialiserade sig på motreformationen i Skandinavien.
Oskar Garsteins föräldrar var missionärer för Frälsningsarmén. Han gick i engelsk-amerikansk skola i Peking tills familjen vände hem till Norge 1939. Efter studier på Menighetsfakultetet i Oslo blev han cand.theol. och präst i Den norske kirke. 
Garstein fann sig inte till rätta med detta, och slog in på en ny yrkesväg som lärare och historisk forskare. Han undervisade vid Aars og Voss gymnas tills detta revs och Hotel Scandinavia byggdes på tomten. Då fortsatte han som lektor vid Oslo katedralskole från 1969 till 1994. 
Garstein tog doktorsgraden i teologi 1953 med en avhandling om Cort Aslakssøn. Hans huvudintresse för tiden efter reformationen tog sig uttryck i det viktiga forskningsverket Rome and the Counter Reformation in Scandinavia.